# Bệnh tật ở cá hồi

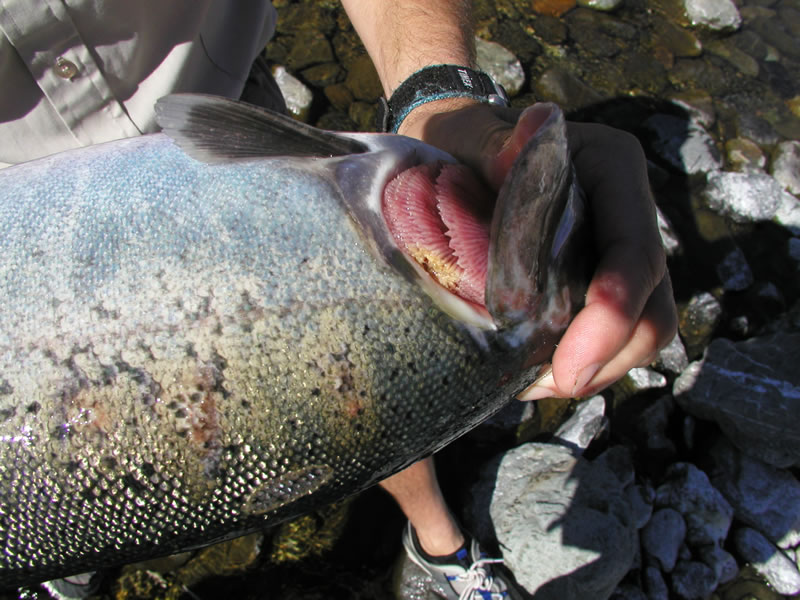
Một con cá hồi đang bị bệnh nhọt

Bệnh tật ở cá hồi là các bệnh tật và ký sinh diễn ra trên các loài cá hồi trong họ Salmonidae. Cá hồi là loài cá nước lạnh hiện nay đang được nuôi nhiều, là loài cá được nuôi phổ biến hàng đầu thế giới do đó các bệnh tật ở chúng là vấn đề lớn của người nuôi cá hồi trên diện rộng toàn cầu. Các bệnh tật của loài cá hồi làm gồm loại khác nhau. Bệnh do vi khuẩn (Bacterial diseases). Bệnh do virus (Viral diseases). Bệnh nấm (Fungal diseases). Ký sinh Protozoan (Protozoan parasites). Ký sinh Metazoan (Metazoan parasites), ngoài ra còn bệnh cá nước lạnh là bệnh do vi khuẩn ảnh hưởng đến ngành nuôi cá hồi Mỹ. 

## Một số bệnh
Thông thường khi nuôi, các loài cá hồi thường bị nhiễm phải một số loại bệnh tật sau đây:

### Henneguya

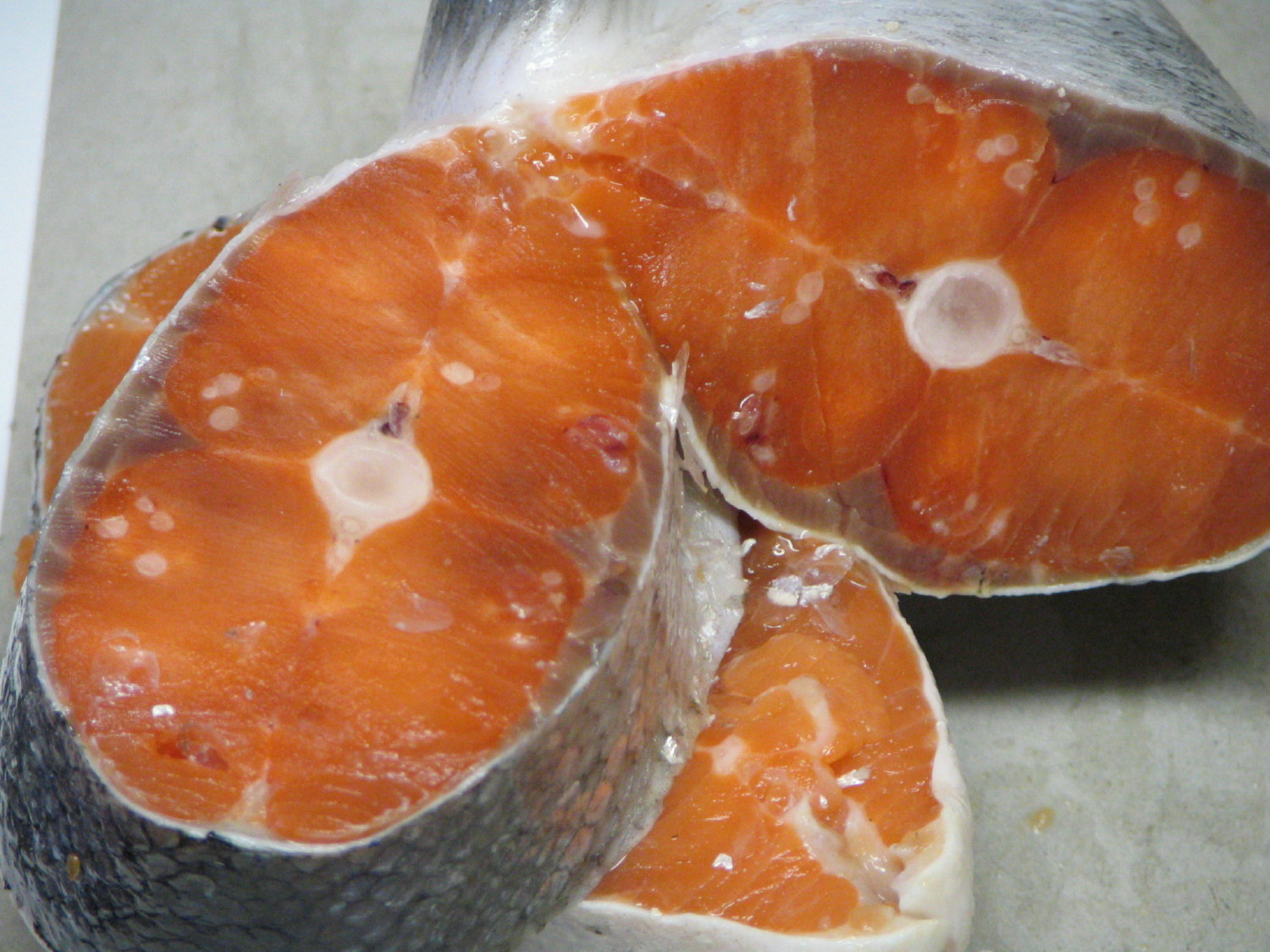
Henneguya salminicola, một vật ký sinh myxozoa thường thấy trong thịt của cá hồi ở Bờ biển phía Tây Canada, trong cá hồi coho

Henneguya và các loài ký sinh khác thuộc nhóm myxosporea có dòng đời phức tạp, trong đó cá hồi là một trong hai động vật chủ. Con cá nhả ra các bào tử sau khi đẻ trứng. Trong trường hợp của Henneguya, các bào tử đi vào một vật chủ thứ hai, thường là một động vật không xương sống, trong dòng suối đẻ trứng. Khi cá hồi non di cư ra Thái Bình Dương, vật chủ thứ hai nhả một loại gây lây nhiễm vào cá hồi. Vật ký sinh sau đó được mang trong con cá hồi cho tới chu ký đẻ trứng tiếp theo. Loài ký sinh myxosporea gây ra bệnh disease ở cá trout, có một vòng đời tương tự. Tuy nhiên, trái với bệnh, sự phá hoại của Henneguya không có vẻ gây ra bệnh tật trong cá hồi chủ — thậm chí con cá bị nhiễm nặng thường quay về đẻ trứng thành công. Loài ký sinh myxozoa Henneguya salminicola thường thấy trong thịt của các loài họ cá hồi. Nó đã được ghi lại trong những mẫu hiện trường của cá hồi quay trở về Đảo Queen Charlotte. Con cá phản ứng bằng cách ngăn cách ly sự nghiễm trùng do ký sinh vào một số u nang chứa dung dịch dạng sữa. Dung dịch này là một sự tập hợp một số lượng lớn loài ký sinh.
Theo Tiến sĩ Kieser, nhiều cuộc nghiên cứu về Henneguya salminicola đã được các nhà khoa học thực hiện tại Trạm sinh vật học Thái Bình Dương ở Nanaimo hồi giữa thập niên 1980, đặc biệt, một báo cáo tổng quan phát biểu rằng "con cá có thời gian sinh trưởng ở vùng nước ngọt lâu có những sự nhiễm trùng đáng chú ý nhất. Vì thế theo thứ tự thông thường coho là loài bị nhiễm nhiều nhất tiếp đó là sockeye, chinook, chum và cá hồng." Tương tự, báo cáo nói rằng, ở thời điểm các cuộc nghiên cứu được tiến hành, các quần thể từ các hệ thống sông lớn trung và thượng ở British Columbia như Fraser, Skeena, Nass và từ các dòng suối ven biển lục địa ở phần phía nam B.C. "dường như có ít trường hợp bị nhiễm."
Báo cáo cũng nói rằng "Cần nhấn mạnh rằng Henneguya, có hại về kinh tế dù nó, không gây hại từ quan điểm sức khỏe cộng đồng. Nó chỉ là một loài ký sinh ở cá không thể sống hay ảnh hưởng tới các động vật máu nóng, gồm cả con người". Theo Klaus Schallie, Chuyên gia Chương trình Động vật có vỏ Thân mềm của Cơ quan Kiểm soát Thực phẩm Canada, "Henneguya salminicola được tìm thấy ở phía nam B.C. và cũng có ở tất cả các loài cá hồi. Trước đó tôi đã xem xét cá hồi chum hun khói có rất nhiều u nang và một số cá hồi sockeye trở về đẻ trứng tại Barkley Sound (phía nam B.C, bờ tây Đảo Vancouver) được lưu ý bởi khả năng cao bị nhiễm của chúng."

### Rận biển

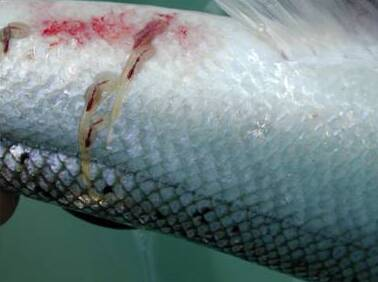
Cá hồi bị rận biển ký sinh

Rận biển, đặc biệt là Lepeophtheirus salmonis và nhiều loài Caligus, gồm cả C. clemensi và C. rogercresseyi, có thể gây hại dẫn đến cái chết với cả cá hồi tự nhiên và cá hồi nuôi. Rận biển là những vật ký sinh ngoài ăn nước nhầu, máu và da, và di trú và bám vào da cá hồi hoang dã khi đang bơi tự do, ở dạng phù du, hay giai đoạn ấu trùng chân kiếm, và có thể dai dẳng trong nhiều ngày. Một lượng lớn những trang trại nuôi cá hồi số lượng lớn và trong lưới ngoài biển có thể tạo ra những sự tập trung cao độ của rận biển; khi sống trong những vùng cửa sông có nhiều trại nuôi trong lưới những con cá hồi tự nhiên non rất dễ bị ảnh hưởng, và vì thế không thể sống được. Những con cá hồi trưởng thành có thể sống sót qua môi trường có nhiều rận biển, nhưng những con cá hồi nhỏ, da mỏng di cư ra biển rất dễ bị ảnh hưởng. Trên bờ biển Thái Bình Dương của Canada, tỷ lệ cá chết do rận biển ở cá hồi hồng tại một số vùng thường trên 80%.

### Bệnh nhọt
Bệnh nhọt (Furunculosis) do vi khuẩn Aeromonas salmonicida gây ra. Bệnh nhọt là một bệnh bao gồm cả giai đoạn cấp tính và mãn tính với nhiều biểu hiện lâm sàng. Bệnh thường xuất hiện và phát triển như một dạng nhiễm trùng máu và gây tử vong cho cá. Cá bị nhiễm bệnh thường thấy xuất hiện nhọt trên cơ thể, da cá có màu đen sẫm. Cá có thể rơi vào tình trạng hôn mê, bỏ ăn. Sự xuất huyết xảy ra ở các vây, ruột cá bị viêm. Các vách ngăn trong khoang bụng cá cũng có dấu hiệu xuất huyết. Bệnh lan truyền chủ yếu từ cá bị nhiễm bệnh và nguồn nước ô nhiễm. Bệnh gây chết cho cá ở mọi lứa tuổi và gây thiệt hại nhiều nhất vào mùa xuân và mùa thu. Bệnh thường xuất hiện khi cá bị căng thẳng bởi sự thay đổi đột ngột về nhiệt độ, nuôi với mật độ quá cao, chất lượng nước kém hoặc cá bị các tổn thương ở da cũng là nguyên nhân làm cho cá dễ nhiễm bệnh

### Ô nhiễm

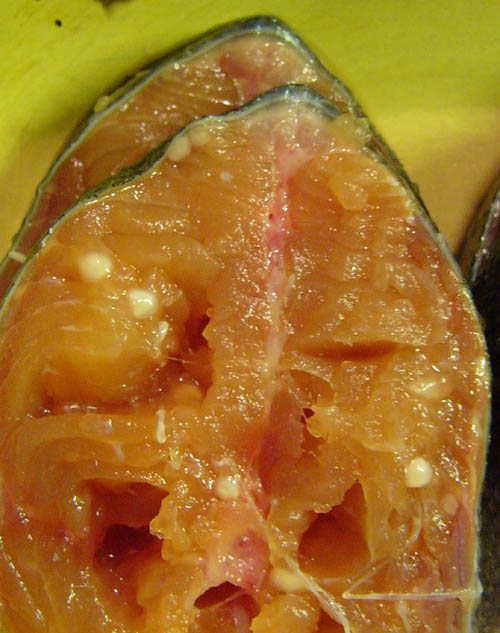
Một miếng thịt cá hồi bị nhiễm khuẩn

Người tiêu thụ Pháp bắt đầu lo ngại trước hàng loạt thông tin về tình trạng ô nhiễm ngày càng gia tăng và lây nhiễm sang cá hồi, cho dù là cá nuôi hay cá đánh bắt trên biển. Có rất nhiều các chỉ trích, phê phán và đặc biệt là nhắm vào Na Uy, quốc gia có sản lượng cá hồi lớn nhất thế giới. Sau một cuộc tranh luận về những mối nguy cho sức khỏe của việc ăn cá hồi nuôi do chúng có chứa hàm lượng độc tố cao, người ta đã tiết lộ rằng các nhà chức trách Na Uy đã vận động hành lang ở Liên minh châu Âu (EU) để được cho phép cá hồi nuôi có chứa hàm lượng độc tố cao hơn. Điều này xuất phát khi các bác sĩ Na Uy và các chuyên gia quốc tế khuyến cáo rằng phụ nữ, trẻ em và thanh thiếu niên nên tránh ăn cá hồi nuôi vì hàm lượng độc tố cao của chúng.